# Tacuarembó (rzeka)
Tacuarembó (hiszp. Río Tacuarembó) – rzeka w Urugwaju w Ameryce Południowej.
Źródło rzeki znajduje się między Cuchilla de Cuñapirú a Cuchilla Negra w paśmie Cuchilla de Haedo, w departamencie Rivera, skąd płynie w kierunku południowo-wschodnim. Przepływa przez m.in.: Tranqueras i Santa Fernadina w departamencie Rivera oraz Poblado de Heriberto, Ansina i Poblado Rincón de la Laguna w departamencie Tacuarembó. Uchodzi przy granicy departamentu Durazno do Río Negro, stanowiąc jeden z największych jej dopływów.

## Dopływy
- Caraguatá
- Tacuarembó Chico
- Arroyo Valiente
- Arroyo Aurora
- Arroyo Yaguarí
- Arroyo Laureles
- Arroyo Zapucay